# Amílcar Ramada Curto
Amílcar da Silva Ramada Curto (Lisboa, 6 de abril de 1886 — Lisboa, 18 de outubro de 1961) foi um advogado, escritor e político. Licenciado em Direito pela Faculdade de Direito da Universidade de Coimbra, foi advogado, jornalista e escritor.

## Biografia
Nasceu em Lisboa, filho de João Rodrigues Ramada Curto e de sua mulher Delfina Guiomar da Silva. Era sobrinho paterno do médico militar e político António Duarte Ramada Curto. Formou-se em Direito na Universidade de Coimbra, iniciando enquanto estudante a sua militância no Partido Republicano Português.
Terminado o curso instalou-se em Lisboa como advogado, mantendo intensa actividade forense. Envolvido na propaganda republicana, também se dedicou ao jornalismo e à escrita. Com o derrube da Monarquia, e a implantação da República Portuguesa a 5 de outubro de 1910, Ramada Curto foi eleito deputado à Assembleia Constituinte de 1911, destinada e elaborar a constituição do novo regime. Com a aprovação da Constituição Portuguesa de 1911 foi um dos deputados que mantiveram assento na Câmara dos Deputados do Congresso da República, além de funções no Governo, como a de Ministro das Finanças a 30 de Março de 1919.
Enquanto escritor, Ramada Curto teve na sua intensa actividade forense o fermento das personagens que criou, de onde salta a sua riqueza psicológica. Foi acima de tudo dramaturgo, com mais de 30 peças escritas. Destaca-se a sua obra Recompensa, tendo sido quase sempre fiel a um realismo naturalista, por vezes extremo. Há em Ramada Curto certa preocupação de fundo moralizante e de critica social e de costumes, ainda hoje com momentos de interesse estético e ideológico.
Tem colaboração em A Farça (1909-1910) e também na II série  da revista Alma nova (1915-1918) começada a publicar em Faro no ano de 1914, bem como na revista  Atlântida (1915-1920) e na edição mensal do Diário de Lisboa (1933).
Foi Juiz Conselheiro e 11.° Presidente do Tribunal de Contas de 15 de Maio de 1926 a 27 de Julho de 1927, depois da Implantação da Ditadura Militar.
Entre 1931 e 1932 foi o 32.º Presidente do Conselho da Ordem do Grande Oriente Lusitano.
Nunca aceitou condecorações por ser membro da Maçonaria.

## Links
- «Almanaque Republicano»